# جورجینا پوتا
جورجینا پوتا (انگلیسی: Georgina Póta؛ زادهٔ ۱۳ ژانویهٔ ۱۹۸۵) یک بازیکن تنیس روی میز زن  اهل مجارستان است. 

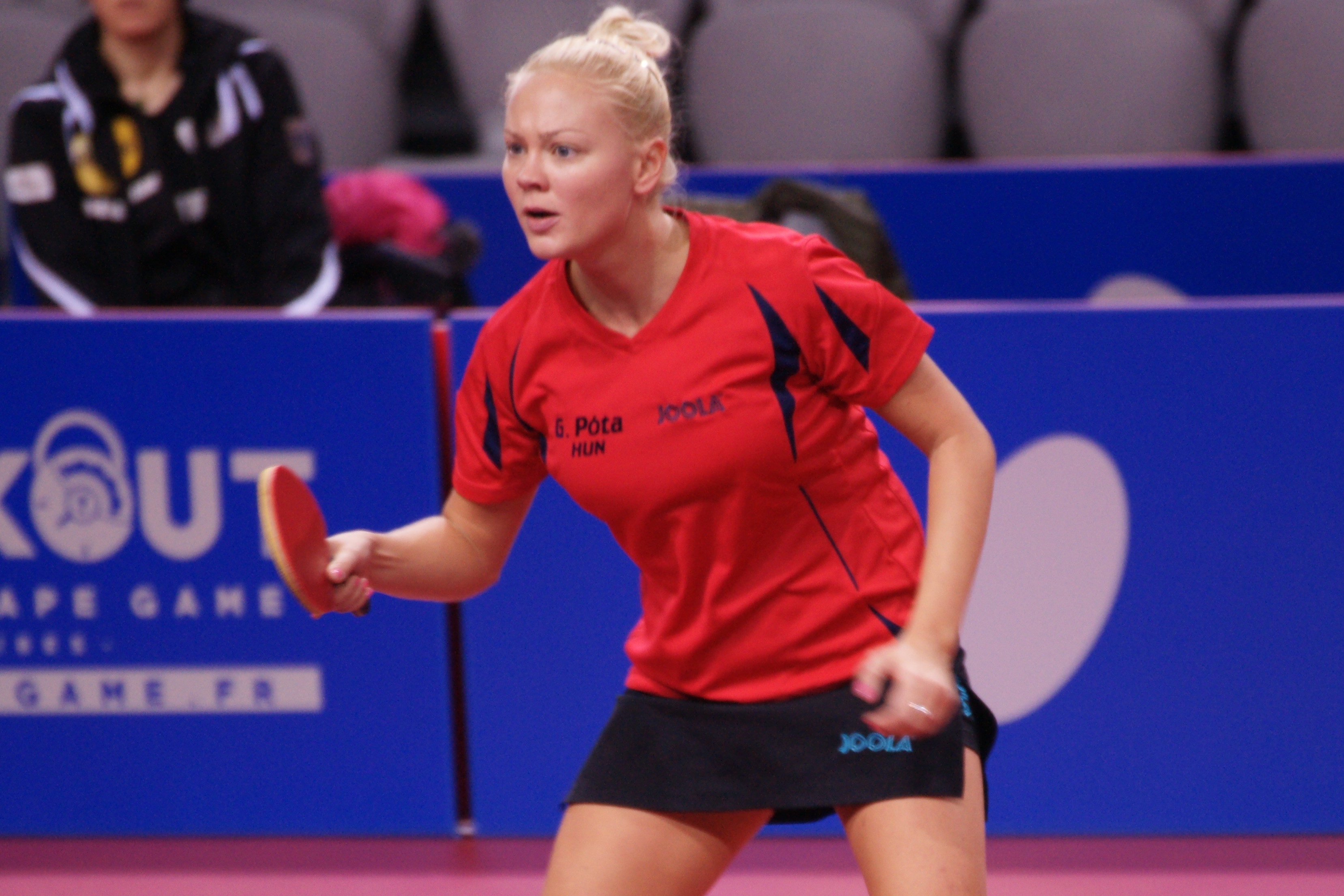
جورجینا پوتا بازیکن تنیس روی میز - ۲۰۱۷

وی در مسابقات کشوری و بین‌المللی در مجموع برنده ۲ مدال طلا، ۳ مدال نقره، ۳ مدال برنز شده‌است.